# Vardan Petrosyan
Vardan Petrosyan (né le 27 février 1959; en arménien : Վարդան Պետրոսյան) est un acteur, scénariste et parodiste arménien. Il est basé à Paris et à Erevan et possède la double nationalité arménienne et française. Petrosyan est largement considéré comme l'un des plus grands acteurs arméniens contemporains, il intègre diverses questions telles que le génocide arménien, la politique arménienne et les affaires étrangères dans ses performances.

## Biographie
Vardan Petrosyan est né le 27 février 1959 à Erevan, en Arménie soviétique. Il est diplômé du Terlemezian Art College en 1983. Son père est mort en 1981, alors qu'il a 22 ans. Après un service de deux ans dans l'armée soviétique, il retourne à Erevan en 1985 pour créer - avec Vahram Sahakian - le studio de théâtre privé appelé Vozniner (Ոզնիներ, "Hedgehogs"). Entre 1988 et 1992, alors que le mouvement du Karabakh est en cours, Petrosyan écrit et met en scène plusieurs performances à motivation politique. Jusqu'en 1997, il joue dans des courts et longs métrages. En raison des conditions économiques difficiles en Arménie, Petrosyan déménage à Paris en 1992. Il apparait dans plusieurs pièces françaises.
À partir de 2000, Vardan Petrosyan présente principalement des spectacles personnels sur diverses questions politiques et sociales. Outre l'Arménie, il s'est également produit pour les communautés de la diaspora arménienne aux États-Unis, en France, au Canada, au Liban, en Iran, en Syrie, en Russie, etc.

### Accident de voiture en 2013
Le 20 octobre 2013, Vardan Petrosyan a un accident de voiture sur l'autoroute qui relie Erevan à Eghvard, dans lequel deux garçons de seize ans sont morts et quatre autres personnes ont été blessés, dont Petrosyan. Après avoir été soigné dans un hôpital d'Erevan, le 9 novembre, Petrosyan est inculpé de « manquement par négligence au code de la route entraînant la mort » et placé en garde à vue. Le tribunal a rejeté les demandes de libération sous caution, malgré une pétition qui a recueilli 11 000 signatures,. Petrosyan plaide non coupable le 26 janvier 2015. Il est condamné à cinq ans de prison le 29 janvier 2015 par un tribunal de la province de Kotayk,. Petrosyan est libéré le 2 septembre 2015 et purge le reste de sa peine en dehors de prison,. Il termine sa peine en mars 2017.

## Filmographie
- 1992 : Le dernier Tango à Paris (ձմենավերջին տանգոն Փարիզում)
- 1998 : Le Dernier Tango à Paris-2 (ձմենավերջին տանգոն Փարիզում-2)
- 1999 : Notre fin [14] (Մեր վերջը)
- 2001 : Jouer 1700 (Խաղում ենք 1700)
- 2003 : Bénéfice (ղենեֆիս)
- 2004 : Dans le feu (տրակի մեջ)
- 2006 : Ascension (Վեր ֵլք)
- 2008 : Amour et haine (Սեր և ատելություն)
- 2008 : Ce qu'il faut faire? (անել)
- 2009 : Les condamnés à perpétuité (Ցմահ բանտարկյալներ)
- 2010 : Blagues du destin (Ճակատագրի կատակներ)
- 2011 : Horreur sexuelle (Սեռասարսափ)
- 2012 : Mesdames et Messieurs, 50/50 (Պարոնայք 50-50)
- 2013 : Tous les lundis (ұմեն 2շաբթի)